# Tolbert Lanston

Tolbert Lanston 1844–1913

Lanstons erste mechanischeTastatur

Die erste Monotype mit Typenguss von Lanston

Lanstons Monotype auf der Weltausstellung 1893 in Chicago

Tolbert Lanston (* 3. Februar 1844 in Troy, Ohio; † 18. Februar 1913 in Washington, D.C.) war ein US-amerikanischer Erfinder. Seine bedeutendste Leistung war die Erfindung und Entwicklung der Setzmaschine „Monotype“, so genannt, weil sie einzelne Lettern goss und zusammensetzte.

## Leben
Lanston kam aus einer armen Familie, er verließ die Schule mit 15 Jahren; danach war er Freiwilliger im Amerikanischen Bürgerkrieg, zuletzt im Range eines Sergeant. Bei Kriegsende war er 21 Jahre alt und ging nach Washington, wo er eine Anstellung im Rentenbüro der amerikanischen Regierung fand.  Er wurde Leiter in den vier Abteilungen. Dann studierte Rechtswissenschaften, wurde als Anwalt zugelassen und übte auch einige Zeit diesen Beruf aus. Sein Hauptinteresse galt aber den Erfindungen und er erfand u. a. ein Schloss für die Posttasche, eine Addiermaschine und ein verstellbares Hufeisen. Von diesen frühen Erfindung erreichte einen gewissen Bekanntheitsgrad und hatte auch ein bescheidenes Einkommen.
Von der Problemen mit den Setzmaschinen hörte er wahrscheinlich von Colonel Seaton, dessen Vater der Zeitungsverlag Seaton & Gales gehörte und die viele Jahre Drucker für die Regierung waren, als Druckaufträge noch vergeben wurden. Nach der Bürgerkrieg wurde Colonel Seaton Direktor des Büros für Volkszählung (Zensus).  Lanston besuchte das Zensusbüro und machte die Bekanntschaft von Herman Hollerith, der mit der Entwicklung seiner Rechenmaschine mit Lochstreifen beschäftigt war.
Er befasste sich mit der Verbesserung des traditionellen typografischen Satzverfahrens und es wird gesagt, dass Colonel Seaton der erste war, der Lanston finanziell unterstützte. Dieser sollte jedoch bald von J. Maury Dove, einem wohlhabenden Kohlehändler und Hotelbesitzer in Washington, als Finanzier abgelöst werden.

## Das Monotype System
Beim Handsatz reihten teure Spezialisten metallene Typen, die sie einzeln aus dem Setzkasten griffen, in ihrem Winkelhaken zu ganzen Sätzen hintereinander. In vielerlei Hinsicht lag der Schlüssel der Neuheit des Monotype Systems nicht in der mechanischen Vorrichtung, die genial war. Um das Giessen von vollständig bündig ausgerichteten Zeilen zu ermöglichen, erfand Lanston ein Einheiten-System, das jedem Buchstaben einen Wert zuordnete von 5 bis 18, der seiner Weite entsprach. Ein Kleinbuchstabe „i“ oder ein Punkt waren 5 Einheiten, ein Großbuchstabe „W“ 18 Einheiten. Das ermöglichte die Entwicklung des kalkulierten Mechanismus in der Tastatur, der wesentlich ist für die Differenziertheit des Monotype Satzes.
Jetzt entwickelte Lanston sein zweistufiges Monotype-Setzverfahren: Setzen und Gießen geschehen nicht in derselben Maschine. Die erste Maschine wurde in der Werkstatt von D. Ballauf, einem Maschinisten und Modellbauer angefertigt. Die Experimente an der Tastatur wurden in den Werken der Taft-Peirce Manufacturing Company durchgeführt.
Zunächst wurde der zu druckende Text mit dem Taster in papiernen Lochstreifen festgehalten, dann steuerten diese eine Gießmaschine, die jede Type einzeln goss und in der richtigen Reihenfolge ablegte, d. h., sie werden noch in der Maschine zu einer Zeile aneinandergereiht. Nach verlassen der Maschine können diese ebenfalls zu Druckstöcken zusammengestellt werden.
Lanston  hatte damit als erster ein Satzverfahren entwickelt, das die Informationserfassung und das Herstellen der metallenen Druckform voneinander trennte.
1885 meldete er sein Patent an (US Patents 364521 bis 364525 inclusive), die 1887 gewährt werden.
Harold Malcolm Duncan, ein Journalist und Editor, stellte ihm J. Maury Dove als möglichen Geldgeber für seine „Monotype“-Maschine vor und sie gründeten 1887 in Washington, D.C. die Lanston Monotype Machine Company  mit Dove als Präsidenten. Duncan wurde später Verkäufer für die Vereinigten Staaten.
Lanstons Setzmaschine war mit ernsten Problemen hinsichtlich ihrer Funktionsfähigkeit und Brauchbarkeit belastet. John Sellers Bancroft, der bei seinen Onkeln in der Maschinenfabrik von Sellers & Co in Philadelphia arbeitete, wurde gebeten, bei der Weiterentwicklung der Monotype zu helfen. Er übernahm die Aufgabe, diese „angeschlagene, unzuverlässige und schwer zu konstruierende Maschine“ zu überarbeiten. Bancroft stellte eine praktisch anwendbare beachtliche Maschine mit viel größerem Anwendungsbereich und Kapazität her als das Original. Von einem Teilausfall entwickelte Bancroft sie zu einem großen kommerziellen und maschinellen Erfolg. Dafür wurde ihm 1873 die Teilhaberschaft angeboten und als die Firma 1887 eingetragen wurde, wurde er zum Direktor und Geschäftsführer gewählt.
1890 lieferte die Firma  Benton, Waldo & Co. die erste Stempel-Schneidemaschine an die Lanston Monotype Machine Company in Washington.
Lanston erkannte bald die Grenzen des Ausstanzen aus kaltem Metall. Er änderte sein Verfahren, basierend auf heißem Metall, wofür ihm 1896 ein Patent gewährt wurde. (US-Patent 557994.)
1893 wird die Lanston Setzmaschine auf der Weltausstellung in Chicago in Chicago ausgestellt und  im British & Colonial Printer & Stationer abgebildet und beschrieben. Aber keine der ersten Maschinen brachte den kommerziellen Erfolg. Die dort ausgestellte Maschine lief „ziemlich erfolgreich“, aber „ließ noch zu wünschen übrig im Design, was darauf zurückzuführen war, dass sie noch keinen geübten Ingenieur gefunden hatten“, um den Mechanismus zu vereinfachen. Die erste Maschine wurde an Gibson Brothers, Incorporated, in Washington verkauft.
1893 wurde Lanston mit der Cresson Medaille in Gold für seine Erfindung vom Franklin Institute of Philadelphia ausgezeichnet.
1897 reisten J. Maury Dove and Harold M. Duncan von der Lanston Monotype Machine Company mit vier Setzmaschinen nach London. Während der Überfahrt lernten sie Lord Dunraven kennen. Dieser kaufte die Patentrechte des Monotype Systems für Großbritannien und deren Kolonien (ausgenommen Canada) für £220,000,-  (das entsprach einer Million Dollar). Dieses Geld versetzte John Sellers Bankcroft von William Sellers & Co. in die Lage, diverse Verbesserungen an der Setzmaschine fortzuführen.
1898 löste Langston seine Verbindungen zu der Maschinenbau-Abteilung und war nur noch als Berater tätig. Eine Lähmung zwang ihn, auch diese bald aufzugeben.
Er starb am 18. Februar 1913 in Washington. Seine zweite Frau überlebte ihn. ebenso wie sein Sohn Aubrey, der Schriftsteller war.
1902 verließ John Sellers Bancroft die William Sellers Maschinenfabrik und arbeitete nur noch für  Lanston Monotype Machine Company als Maschinen-Ingenieur und Manager der Fabrik. Später wurde er dann Vize-Präsident und Schatzmeister.

## In Großbritannien
Lanston Monotype Corporation Ltd. wurden im Dezember gebildet mit einem Kapital von £550,000 unter dem Vorsitz von Lord Dunraven und mit Büros in 42 Drury Lane in London. Im Juni noch hatten sie Büros in der Leadenhall Street und nannten sich „Monotype Machine (British Patents) Syndicate Ltd.“ zum Zwecke der Vorführung und des Testens des Systems, und Kapitalgeber anzuziehen. Das Syndikat wurde mit einem Kapital von £30,000 gegründet.
The Lanston Monotype Corporation Ltd. begann mit dem Bau einer Fabrik „auf der grünen Wiese“ in Salfords, Surrey,  bei Redhill. Zwei Gebäude wurden errichtet und 1900 fertig gestellt. Hier wurden Maschinen geprüft, angepasst und repariert, die aus den USA kamen. Es war ihnen aber auch erlaubt, gewisse Teile dort zu fertigen.